# Emacs Lisp
Emacs Lisp is een dialect van de programmeertaal Lisp zoals gebruikt door GNU Emacs- en XEmacs-tekstbewerkers (later in dit artikel Emacs genoemd). De programmeertaal wordt gebruikt om de meeste bewerkingsfuncties in te bouwen in Emacs, terwijl de overige functionaliteiten in C geschreven zijn. Emacs Lisp kan ook gebruikt worden om de functionaliteit van Emacs uit te breiden.
Emacs Lisp wordt ook gebruikt als een scripttaal, zoals Unix' Bourne shell, Perl, Python, scsh en GNU Guile. Net zoals bij de net opgesomde talen, kan code gemaakt in Emacs Lisp uitgevoerd worden via de command-line of via een uitvoerbaar bestand. De bewerkingsfuncties, zoals bufferen en verplaatsen, werken in batchmodus.